# Україна на чемпіонатах світу з напівмарафону
Збірна України бере участь на чемпіонатах світу з напівмарафону, як самостійна команда, починаючи з першої світової першості, що була проведена в 1992.
До 1992, українські жінки брали участь у складі збірної команди СРСР у чемпіонатах світу з шосейного бігу серед жінок на дистанції 15 кілометрів. Востаннє цей чемпіонат був проведений у 1991, після чого був замінений на напівмарафонський забіг серед жінок в межах програми чемпіонату світу з напівмарафону.

## Медальний залік

### Особистий залік
В особистому заліку, українські шосейні бігуни (чоловіки та жінки) не були призерами жодного чемпіонату світу з напівмарафону, а жінки (у складі збірної СРСР) — жодного чемпіонату світу з шосейного бігу серед жінок.

### Командний залік
В командному заліку, українські атлетки ставали призерками чемпіонату світу з шосейного бігу серед жінок у складі збірної СРСР. У всіх випадках українки брали участь у бігу на 15 кілометрів.
| Рік  | Атлетка                                | Місце | Особистий результат | Особистий результат |
| Рік  | Атлетка                                | Місце | Час                 | Місце               |
| ---- | -------------------------------------- | ----- | ------------------- | ------------------- |
| 1985 | Марія Василюк Львівська область        | 2     | 50.56               | 7                   |
| 1987 | Олена Жупієва Харківська область       | 3     | 51.05               | 24                  |
| 1989 | Ірина Ягодіна Дніпропетровська область | 3     | 51.06               | 10                  |
| 1991 | Олена Жупієва Харківська область       | 3     | 50.14               | 17                  |

## Командний залік
На кожному чемпіонаті світу паралельно з медальним заліком визначається й рейтинг країн за командним заліком. Для нього беруться до уваги результати з 1 по 8 місце. За перше місце дається 8 очок, за друге — 7 тощо.
За всю історію виступів на чемпіонатах світу з напівмарафону, Україна двічі заробляла очки у командному заліку:
- у 1996 національна збірна посіла 5 місце у командному заліку (4 очки)
- у 2006 Наталія Беркут була на фініші восьмою (1 очко)

## Результати по роках

### Індивідуальна першість
- Серед чоловіків рекордсменом за кількістю участей в чемпіонаті (1994, 1995, 1996) є Віктор Роговий.
- У жіночому старті по 2 рази брали участь шестеро: Тетяна Біловол (1993, 1996); Тетяна Джабраїлова (1996, 1997); Ніна Коврижкіна (1996, 1997); Олена Пластиніна (1995, 1997); Ольга Скрипак (2016, 2020); Софія Яремчук (2018, 2020).

| Чоловіки                                 | Чоловіки     | Чоловіки                        | Рік  | Жінки                                     | Жінки | Жінки     |
| Атлет                                    | Місце        | Результат                       | Рік  | Атлетка                                   | Місце | Результат |
| ---------------------------------------- | ------------ | ------------------------------- | ---- | ----------------------------------------- | ----- | --------- |
| не брали участі                          | 1992         | не брали участі                 |      |                                           |       |           |
| Віктор Віхристенко Київська область      | 51           | 1:03.39                         | 1993 | Тетяна Позднякова Вінницька область       | 44    | 1:14.40   |
| Валентин Мартинюк Житомирська область    | 62           | 1:04.02                         | 1993 | Тетяна Біловол Одеська область            | 47    | 1:14.59   |
| Володимир Буханов Одеська область        | 74           | 1:04.43                         | 1993 | Людмила Пушкіна Херсонська область        | 50    | 1:15.11   |
| Віктор Роговий Київ                      | 87           | 1:06.18                         | 1994 | не брали участі                           |       |           |
| Сергій Романчук Київська область         | 57           | 1:05.05                         | 1995 | Олена Пластиніна Закарпатська область     | 42    | 1:14.55   |
| Віктор Роговий Київ                      | 69           | 1:05.29                         | 1995 | Римма Дубовик Миколаївська область        | 65    | 1:17.47   |
| Віктор Корнієнко Миколаївська область    | 80           | 1:06.31                         | 1995 | Любов Клочко Запорізька область           | 70    | 1:18.30   |
| Микола Рудик Вінницька область           | 45           | 1:05.20                         | 1996 | Ніна Коврижкіна АР Крим                   | 20    | 1:14.28   |
| Віктор Роговий Київ                      | 51           | 1:05.46                         | 1996 | Тетяна Джабраїлова Вінницька область      | 22    | 1:14.45   |
| Олександр Кузін Дніпропетровська область | 58           | 1:06.18                         | 1996 | Тетяна Біловол Одеська область            | 33    | 1:16.11   |
|                                          |              |                                 | 1996 | Ілона Барванова АР Крим                   | 46    | 1:17.29   |
| Олександр Кузін Дніпропетровська область | 62           | 1:04.06                         | 1997 | Олена Пластиніна Закарпатська область     | 36    | 1:13.20   |
| Микола Рудик Вінницька область           | 82           | 1:05.15                         | 1997 | Тетяна Гладир Миколаївська область        | 50    | 1:14.44   |
| Юрій Гичун Рівненська область            | 100          | 1:06.51                         | 1997 | Ніна Коврижкіна АР Крим                   | 64    | 1:16.56   |
| Богдан Крупа Запорізька область          | 116          | 1:07.54                         | 1997 | Тетяна Джабраїлова Вінницька область      | -     | DNF       |
| не брали участі                          | 1998-2005    | не брали участі                 |      |                                           |       |           |
| не брали участі                          | 2006 (20 км) | Наталія Беркут Київська область | 8    | 1:05.42                                   |       |           |
| не брали участі                          | 2007         | не брали участі                 |      |                                           |       |           |
| Василь Матвійчук Хмельницька область     | 65           | 1:11.12                         | 2008 | Оксана Скляренко Дніпропетровська область | 48    | 1:21.11   |
| не брали участі                          | 2010-2012    | не брали участі                 |      |                                           |       |           |
| Дмитро Сірук Рівненська область          | 82           | 1:05.57                         | 2014 | Катерина Карманенко Рівненська область    | 77    | 1:20.53   |
| Дмитро Лашин Київська область            | 69           | 1:08.49                         | 2016 | Ольга Скрипак Київ                        | -     | DNS       |
| Роман Романенко Дніпропетровська область | 69           | 1:04.03                         | 2018 | Софія Яремчук Львівська область           | 71    | 1:15.27   |
| Богдан-Іван Городиський Київ             | 20           | 1:00.40                         | 2020 | Євгенія Прокоф'єва Київ                   | 23    | 1:10.32   |
| Роман Романенко Дніпропетровська область | 66           | 1:03.26                         | 2020 | Софія Яремчук Львівська область           | 25    | 1:10.42   |
| Олександр Сітковський Донецька область   | 71           | 1:03.41                         | 2020 | Ольга Скрипак Київ                        | 60    | 1:12.58   |
| Ігор Олефіренко Київська область         | 92           | 1:04.22                         | 2020 | Тетяна Вернигор Харківська область        | 85    | 1:16.22   |

### Командна першість
На кожному чемпіонаті світу визначається збірна — переможець командної першості за трьома найкращими результатами атлетів, які представляють одну країну.
Збірна України (як чоловіки, так і жінки) була представлена як мінімум трьома атлетами та, відповідно, була класифікована в командному заліку на окремих світових першостях.
| Чоловіки (місце) | Рік  | Жінки (місце) |
| ---------------- | ---- | ------------- |
| 17               | 1993 | 11            |
| 18               | 1995 | 15            |
| 13               | 1996 | 5             |
| 21               | 1996 | 13            |
| 14               | 2020 | 9             |